# Babytragetuch

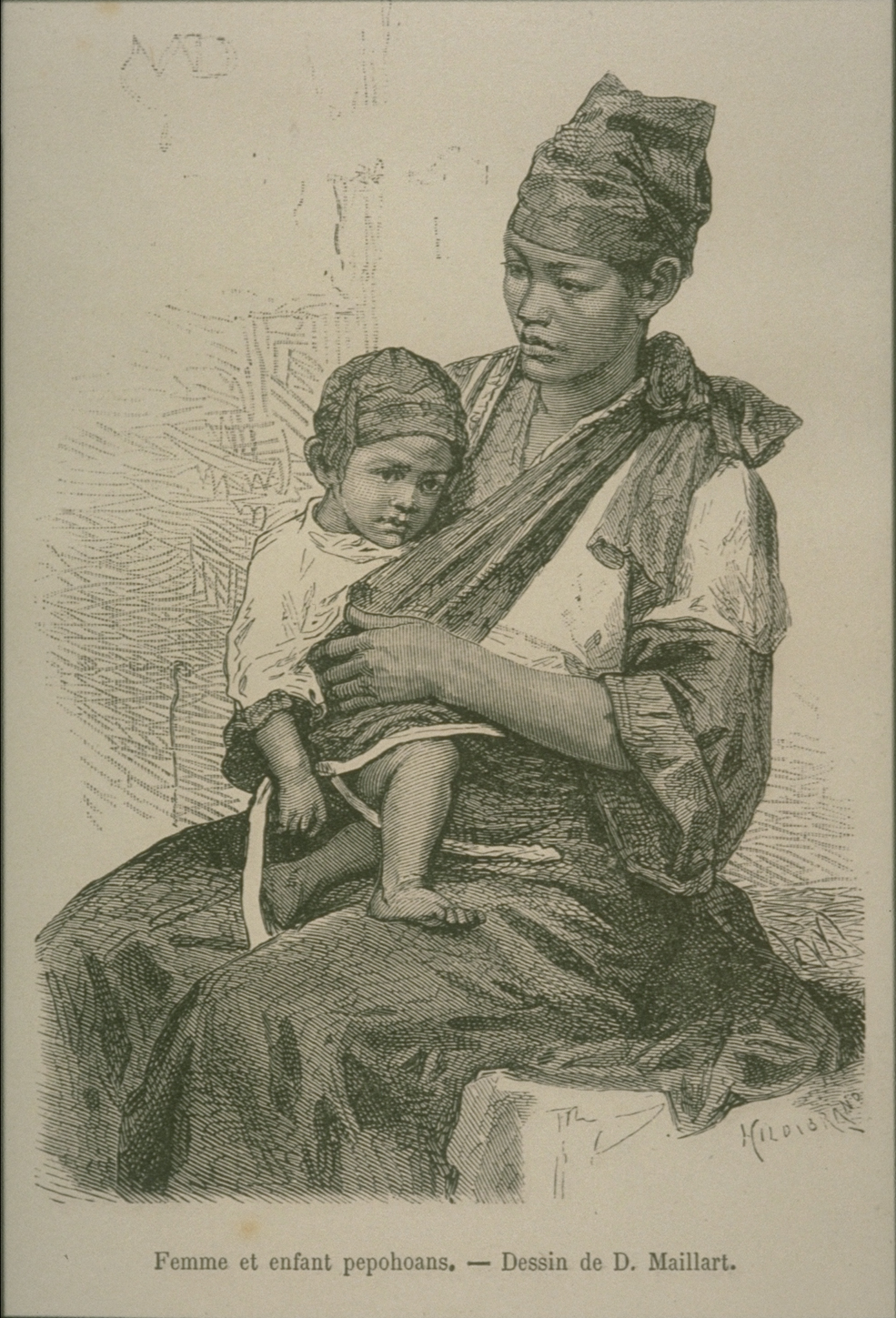
Mutter mit Kind (Taiwan, 1875)

Ein Babytragetuch (kurz Tragetuch) ermöglicht das Tragen eines Babys oder Kleinkinds über eine längere Zeitspanne am Körper.

## Geschichte
Zwei Drittel der Weltbevölkerung tragen ihre Kinder.
Noch vor 200 Jahren wurden auch in Europa Säuglinge und Kleinkinder in der Regel am Körper der Mutter getragen, dies allerdings vorwiegend in den ärmeren Schichten. In den wohlhabenderen Klassen ließ man sein Kind von Ammen stillen, von Kindermädchen betreuen und machte auch Gebrauch von den ersten Kinderwagen, die im 19. Jahrhundert aufkamen. Seitdem ging die Tradition des Tragens immer mehr zurück.
In westlichen Industrienationen erfuhr es in den 1970er und 1980er Jahren eine gewisse Renaissance. Erika Hoffmann, Mutter von vier Kindern, davon ein Zwillingspaar, griff das Vorbild mittelamerikanischer Frauen auf. Sie band sich jeweils ein Kind in einem Tuch um, um mit den beiden Säuglingen die Alltagsarbeit bewältigen zu können. Der Stern druckte 1972 eine Reportage über ihre Idee, und Ärzte äußerten sich positiv. In Ludwigsburg in Deutschland gründete sich die Firma Didymos, altgriechisch für Zwilling, die Stoffe herstellte, die sich speziell für diese Trageweise eigneten.
In Deutschland gründeten die Firmen KOKADI, Didymos, LIMAS, Ruckeli und Kapualove am 8. Juni 2018 den Internationalen Verband Babytragen e. V., um das ergonomische Babytragen zu fördern.

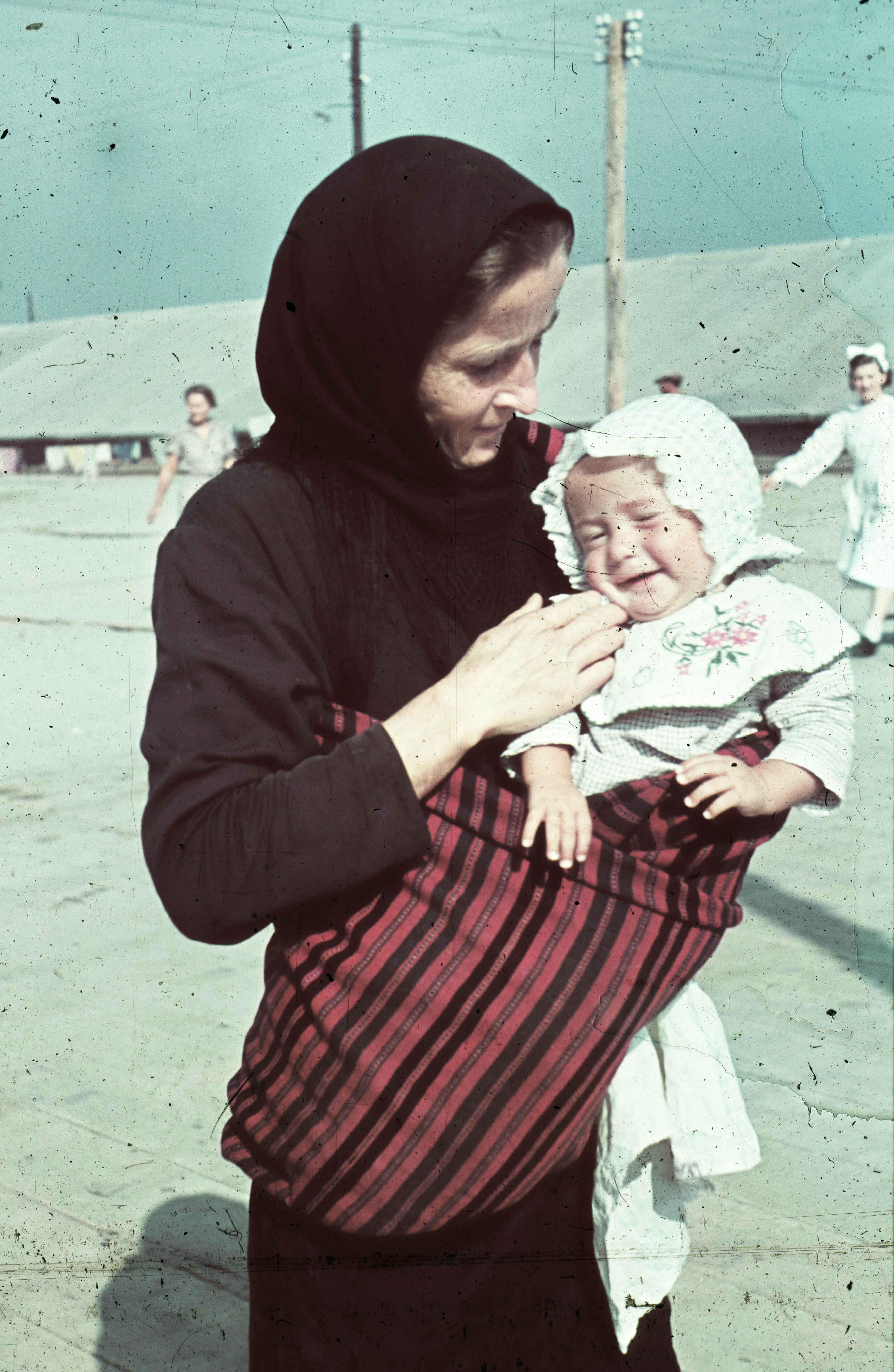
Bessarabiendeutsche Umsiedlerin mit einer Placht in einem Durchgangslager in Belgrad, 1940

In den Industrienationen mit Ausnahme von Japan ist das Tragen selten geworden. Kinder werden heute weitgehend in Entwicklungs- und Schwellenländern am Körper der Eltern getragen, allerdings gelten dort Kinderwagen zum Teil als Zeichen von Wohlstand, so dass auch dort ein langsamer Umbruch zu beobachten ist, wie er in Europa im 19. Jahrhundert stattfand.
Es gibt neben Tragetüchern verschiedene andere Babytragehilfen (s. u.), durch die der Anteil der Eltern, die ihre Kinder tragen, wieder zunimmt. Stark propagiert wird das ständige Tragen von Kindern (engl. Babywearing) seit dem ausgehenden 20. Jahrhundert von den Apologeten des Attachment Parenting.
Placht bei Bessarabiendeutschen
Bei der zwischen 1814 und 1940 in Bessarabien siedelnden deutschen Volksgruppe der Bessarabiendeutschen wurde das Tragetuch Placht genannt. Kinder wurden von ihren Müttern in Plachten getragen, da die Straßen im Winter matschig waren und Kinderwagen kaum benutzt wurden. Die von den Siedlern aus Wolle gesponnenen Tücher waren etwa einen Meter breit und drei Meter lang. Sie waren farbenfroh gestaltet in gestreiften und karierten Mustern.

## Vor- und Nachteile des Tragens
Vorteile:
- Der Instinkt des Babys sagt ihm, dass es sicher ist, solange es Körperkontakt hält (Tragling). Das Baby ist zufriedener und schreit weniger. Dies deckt sich mit einer Studie von Urs A. Hunziker am Kinderspital Zürich, nach der Kinder, die getragen werden, auffallend weniger weinten als Kinder einer Vergleichsgruppe.[4]
- Das Kind ist nicht immer im Mittelpunkt, kann aber trotzdem alle Aktivitäten der Familie aktiv miterleben.
- Bessere Mobilität: Wo man mit dem Kinderwagen große Umwege macht oder gar nicht durchkommt, hat man mit dem Tragetuch weniger Einschränkungen (Treppen, unbefestigte Wege, hoher Schnee, Wanderungen, öffentlicher Verkehr etc.)

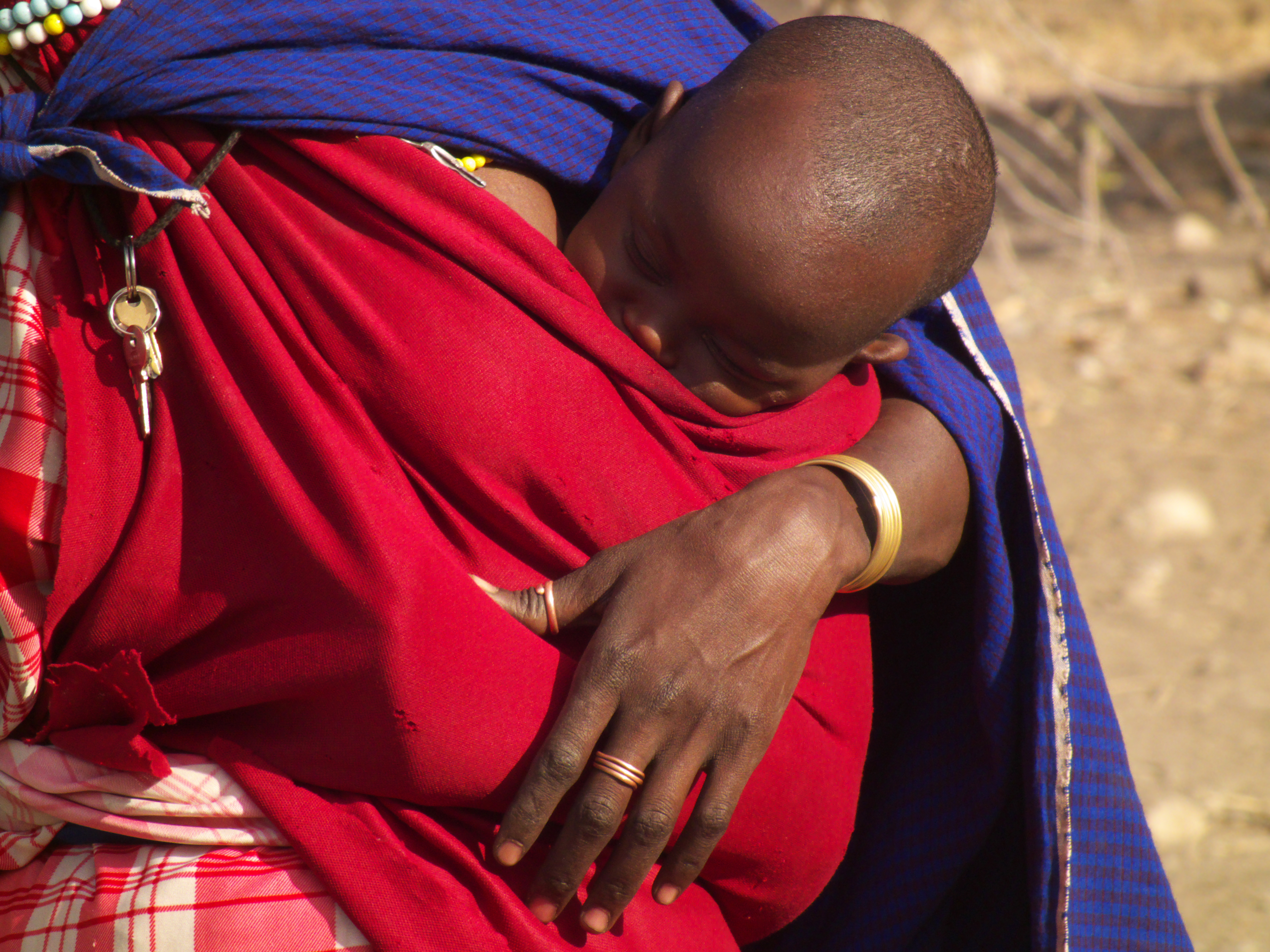
Schlafendes Kind im Tragetuch

- Wärme und Bewegung werden bei Verdauungsproblemen (3-Monats-Koliken) von Babys empfohlen. Deshalb kann das Tragetuch da hilfreich sein.
- Mehr Wärme im Winter.
- Beide Hände sind frei für andere Dinge wie Geschwisterkinder, Tiere, Haushalt, Arbeit etc.
- Klein und praktisch zum Mitnehmen (im Vergleich zum sperrigen Kinderwagen)
- Regelmäßiges Tragen fördert die Stärkung der Rumpfmuskulatur. Viele Eltern berichten, dass Rückenschmerzen nach einer gewissen Zeit zurückgehen oder ganz verschwinden. Der Trainingseffekt hilft Müttern auch, Gewicht aus der Schwangerschaft wieder loszuwerden.

Nachteile:
- Man muss das (steigende) Gewicht des Kindes (er-)tragen.
- Bei medizinischen Problemen (Beckenbodenschwäche, Bandscheibenvorfall o. Ä.) ist es unter Umständen nicht möglich zu tragen. Mit dem behandelnden Arzt und einer ausgebildeten Trageberaterin abklären.
- Sportliche Aktivitäten sind nur beschränkt möglich (alles, wodurch Stöße auf das Kind übertragen werden, etwa Lauftraining, ist zu vermeiden). Angebote die speziell auf getragene Babys ausgerichtet sind, gibt es aber (z. B. Nordic Walking mit Kind).
- Ein Tragetuch oder eine Tragehilfe korrekt anzulegen, muss anfangs erst gelernt werden. Inzwischen gibt es aber im Internet zahllose Video-Instruktionen. Auch von Hebammen oder in einer Trageberatung können die richtigen Handgriffe beigebracht werden.

## Biologische und medizinische Betrachtungen

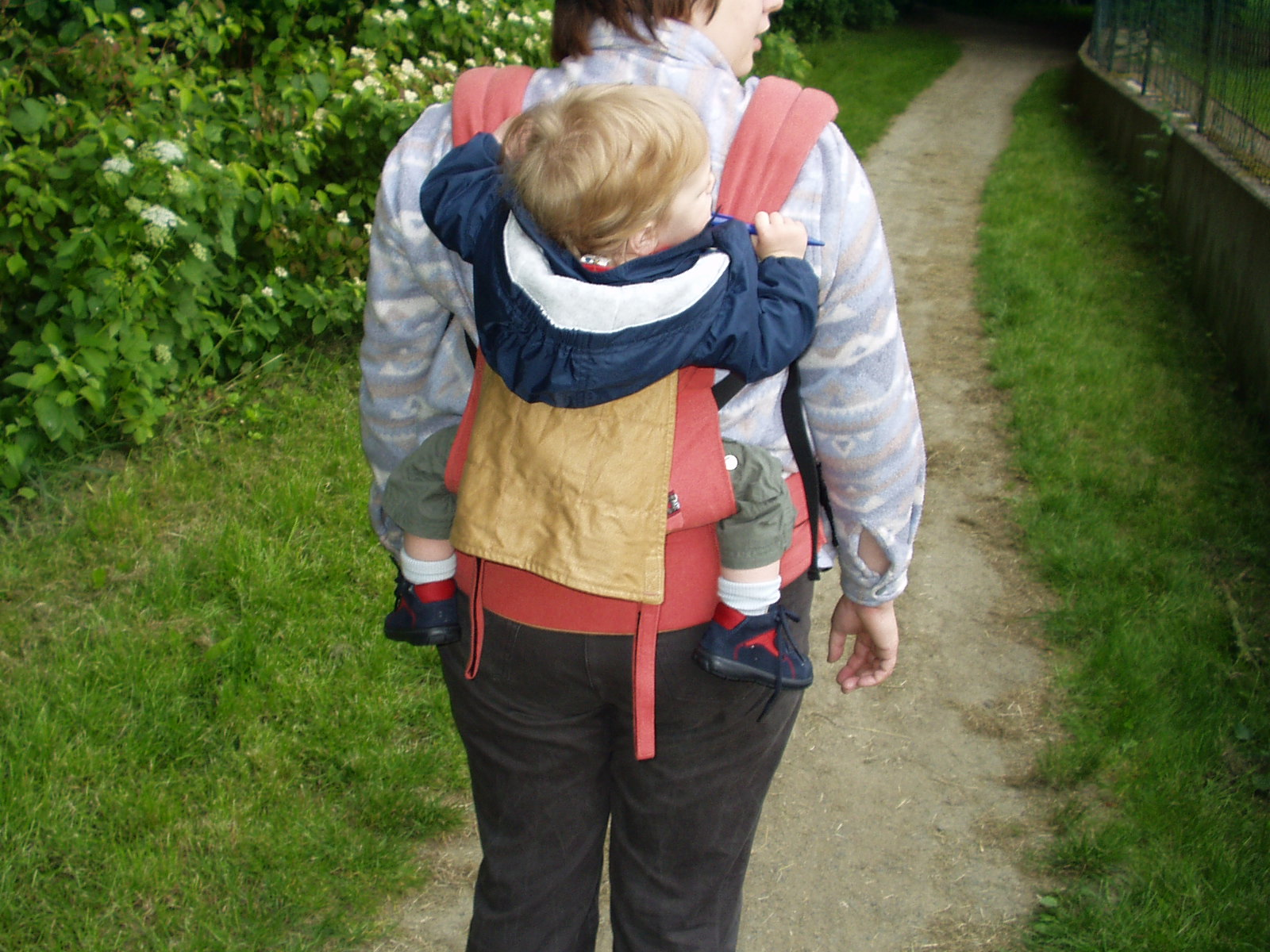
Ein Kind in einer Tragehilfe auf dem Rücken der Mutter. Wichtig ist, dass die Tragehilfe die Anhock-Spreizhaltung unterstützt

Bernhard Hassenstein hat den menschlichen Säugling und Babys einiger Affenarten als Tragling bezeichnet. In der Tat haben menschliche Neugeborene – wie auch Affenbabys – den Klammerreflex (Moro-Reflex) beim Fallen sowie den Greifreflex (Palmar-Reflex). Legt man ein Neugeborenes auf den Rücken bzw. hebt es hoch, nimmt es instinktiv die Anhock-Spreizhaltung ein, mit der es enger am Körper des Trägers anliegen kann. Biologen zählen den Menschen deshalb sogar zu den aktiven Traglingen, obwohl Menschenkinder sich nicht aus eigener Kraft am Körper des Trägers festhalten können und deshalb wie passive Traglinge getragen werden müssen.
Befürchtungen, z. B. das Tragen sei schädlich für die Wirbelsäule, sind aus biologischer Sicht nicht haltbar. Auch medizinisch spricht nichts gegen das Tragen gesunder Säuglinge über längere Zeiträume. Nach Untersuchungen von Evelin Kirkilionis treten bei getragenen Kindern Wirbelsäulenauffälligkeiten nicht häufiger auf als bei Kindern, die im Kinderwagen gefahren werden. Vielmehr kommt das Tragen der Wirbelsäule des Säuglings sogar entgegen, da sich die doppelte S-Form erst während des ersten Lebensjahres entwickelt. Tragen in der Anhock-Spreizhaltung kann Hüftdysplasien vorbeugen, es sind zudem Fälle dokumentiert, bei denen bereits vorhandene Hüftdysplasien ohne medizinische Eingriffe wieder verschwanden, nachdem die betroffenen Babys im Tuch getragen wurden.
Wenn Eltern möglichst früh mit dem Tragen anfangen – gesunde Säuglinge können ab dem ersten Tag getragen werden –, wird auch deren Rücken durch langes Tragen nicht gesundheitsschädlich belastet. Gute Tragehilfen verteilen das Gewicht des Kindes entsprechend, die Muskeln der Eltern werden mit zunehmendem Gewicht trainiert und passen sich dementsprechend an. Ist das Kind für Bauchtragen zu schwer, kann es auf dem Rücken getragen werden, wo man das Gewicht durch Rucksäcke normalerweise gewohnt ist. Bei Rückenproblemen der Eltern sollte das Tragen allerdings eingeschränkt bzw. mit dem Arzt abgestimmt werden.

## Hinweise zu Auswahl und Gebrauch von Tragetüchern
Mittlerweile bieten zahlreiche Hersteller Tragetücher in den verschiedensten Größen, Farben und Qualitätsstufen an.
Die Länge des Tragetuches wird durch die verwendete Bindeweise vorgegeben:
- Känguru-Bindeweisen (Känguru vorne, Hüftkänguru, Rucksack) benötigen ein 3,6 bis 4,2 m langes Tuch.
- Kreuzbindeweisen (Wickelkreuztrage,[7] Wickelkreuzrucksack) benötigen bei schlanken Personen ein 4,2 bis 4,7 m langes Tuch.[8]

Bei großen oder fülligeren Personen wird die nächstgrößere Tuchlänge benötigt. Das Tuch sollte nicht allzu lang sein, da die herunter hängenden Enden dann schwierig zu handhaben sind.
Tücher nach Öko-Tex 100-Standard dürfen keine bekannten krebserregenden oder allergieauslösenden Farbstoffe enthalten, müssen schweiß- und speichelecht sein und der Pestizidgehalt darf höchstens die gesetzlich vorgeschriebenen Grenzwerte für Obst und Gemüse erreichen. Manche Hersteller bieten auch Tücher mit Rohstoffen aus kontrolliert biologischem Anbau an.
Ein Tragetuch sollte diagonalelastisch sein, um das Kind eng zu umschmiegen, die Rundung des kindlichen Rückens zuzulassen und es punktgenau festziehen zu können. Das wird durch die Webart des Stoffes erreicht. Die häufigsten Webarten sind „Kreuzköper“, „Jacquardwebung“ und „Diamantköperwebung“. Beeinflusst werden die Trageeigenschaften auch von der Webdichte, Garndicke und dem verwendeten Material (Seide, Wolle etc.). Standardtücher werden aus Baumwolle gewebt.
Mit einem Tragetuch können Kinder entweder auf dem Bauch, auf der Hüfte oder dem Rücken getragen werden. Das Binden auf den Bauch eignet sich vor allem für kleinere Kinder bis ca. 12 Monate. Dabei ist das Kind immer mit dem Gesicht zum Körper zu tragen.
Das Binden auf der Hüfte eignet sich für Kinder ab der Geburt. Das Kind hat auf der Hüfte sitzend die Möglichkeit, den Tragenden bei seinen Tätigkeiten zu beobachten und mehr von seiner Umwelt wahrzunehmen. Nachteilig ist, dass das Gewicht des Kindes dann nur auf einer Schulter des Tragenden ruht.
Das Binden auf den Rücken eignet sich für Kinder ab Geburt, bis sie zu schwer zum Tragen werden. Das Einbinden ist auch ohne fremde Hilfe möglich und erfordert wie jede Bindeweise etwas Übung. Eltern brauchen dafür etwas mehr Mut als für Bindeweisen vorne, da man das Kind nicht sehen kann. Andere Sinneseindrücke wie Geräusche, Bewegungen und Muskeltonus vom Kind werden jedoch intensiv wahrgenommen. Das Tragen auf dem Rücken bietet den Vorteil, dass die Arme völlig frei sind, so dass die meisten manuellen Tätigkeiten uneingeschränkt ausgeführt werden können. Das bessere Gleichgewicht und die freie Sicht auf die Füße sind vorteilhaft bei Spaziergängen und Wanderungen und die Trageweise schont den Rücken und Beckenboden der tragenden Person.
Es ist nicht empfehlenswert, das Kind erst nach dem Fertigstellen der Bindung in das Tuch zu setzen, da dies die Anpassung des Tuchs an das Kind und die tragende Person erschwert. Das Kind sitzt dann häufig zu locker, schaukelt im Tuch, fühlt sich nicht geborgen und weint. Die tragende Person versucht den lockeren Sitz dann auszugleichen, indem das Kind zusätzlich durch eine oder beide Hände gestützt wird. Unter Umständen können sich auch Rückenschmerzen bemerkbar machen. Insbesondere für Neugeborene und jüngere Traglinge soll das Kind bereits während des Bindens in das Tuch gesetzt werden, um es individuell am Kind und der tragenden Person nachziehen zu können und die notwendige Festigkeit der Bindung zu erreichen.
Tragen vor dem Bauch mit Gesicht nach vorne wird generell nicht empfohlen, unabhängig davon, ob mit Tragetuch oder einer Tragehilfe getragen wird. Hier wird das Kind in eine unphysiologische Haltung gedrückt, der Körper, insbesondere der Kopf, zu wenig gestützt. Die Anhock-Spreizhaltung ist nicht gewährleistet. Bei Jungen besteht die Gefahr, dass die Hoden abgedrückt werden. Und der Säugling hat nicht die Möglichkeit, sich dem Tragenden zuzuwenden, um sich vor optischen und akustischen Reizen zurückzuziehen. Möchte das Kind mehr sehen, empfiehlt sich eine Trageweise auf der Hüfte oder auf dem Rücken, so dass es über die Schulter schauen kann.
Beim Tragen sollte das Kind nicht durch zu kleine, enge oder dicke Kleidung eingeengt werden. Das Tragetuch wirkt als zusätzliche Kleiderschicht. Durch die Beugung der Beine und den Zug des Tuchs ist beim Tragen oftmals eine längere Hosengrösse nötig, insbesondere bei Stramplern.

## Tragen unterwegs
Winter:
- Bei kälteren Temperaturen muss nicht auf das Tragen des Kindes verzichtet werden. Im Gegenteil, der Körper wärmt das Kind und verhindert so ein Auskühlen. Damit das Baby nicht zu dick eingepackt werden muss, gibt es verschiedene Hilfen:
  - Eine Tragejacke mit Einsätzen hinten und vorne, die dem Kind genügend Platz bietet. Die beste Variante, da das Kind direkt an der tragenden Person ist und so am besten warm gehalten wird.
  - Ein Einsatz für die eigene Jacke. So wird aus einer normalen Jacke eine Tragejacke. Ist nur für kleine Baby geeignet, da damit auch nur vor dem Bauch getragen werden kann.
  - Ein Tragecover. Es wird über das Kind angelegt, vorne unter der offenen Jacke des Erwachsenen, hinten über der Jacke. Gut geeignet für Eltern die nur gelegentlich draußen tragen.

Sommer:
- Da Babys und Kleinkinder ihre Körpertemperatur noch nicht so gut regulieren können, müssen Eltern im Sommer besonders darauf achten, dass das Kind nicht überhitzt oder sich durch Schwitzen erkältet.

Beim Tragen im Sommer profitiert das Kind vom Schwitzen der tragenden Person. Der kühlende Effekt der Transpiration wirkt sich auch auf das Kind aus. So sind zwar beide am Ende möglicherweise nassgeschwitzt, aber nicht überhitzt. Wird das Kind aus dem Tragetuch genommen, sollte trockene Ersatzkleidung parat sein, damit sich das Kind nicht erkältet. Für Neugeborene ist außerdem Sonnenschutz sehr wichtig. Über die Mittagszeit die direkte Sonne meiden, einen Sonnenhut der auch den Nacken schützt (oder ein Halstuch) sowie lange, leichte Kleidung aus saugfähigem Material (Naturfasern wie Baumwolle, Hanf, Bambus) anziehen. Immer auf genügend Flüssigkeitszufuhr achten und Pausen im Schatten.

## Elastische Tragetücher
Elastische Tragetücher (auch Jersey oder gestrickt genannt) eignen sich für die erste Zeit nach der Geburt eines gesunden Babys. Obwohl von Herstellern bis ca. 15 kg empfohlen, kommen Eltern schon weit vorher (5–8 kg) an ihre Grenzen mit einem elastischen Tuch. Der T-Shirt-ähnliche Stoff ist zu elastisch, weshalb damit nur eine 3-lagige Bindeweise empfehlenswert ist, um eine ausreichende Stützung des Babys zu erreichen. Das führt unter anderem dazu, dass man mit dem elastischen Tragetuch ein einengendes Gefühl hat und schnell ins Schwitzen kommt. Rückentrageweisen sollten aus Sicherheitsgründen damit nicht gebunden werden (herauslehnen und -fallen des Kindes).
Für Kinder mit Besonderheiten (KISS-Syndrom, Spasmen u. Ä.) kann ein elastisches Tuch hilfreich sein. Hier empfiehlt sich aber eine Trageberatung in Anspruch zu nehmen und mit dem Arzt abzuklären, ob Tragen möglich ist. Frühchen oder Babys mit schwachem Muskeltonus sollten nicht mit einem elastischen Tragetuch getragen werden. Hier gibt nur ein korrekt gebundenes, gewebtes Tragetuch den nötigen Halt. Die Standardmaße eines elastischen Tragetuchs sind: Länge 5,5 m, Breite 60 cm und schmal zulaufende Enden 20 cm, um das Knoten zu erleichtern.

## Andere Tragehilfen

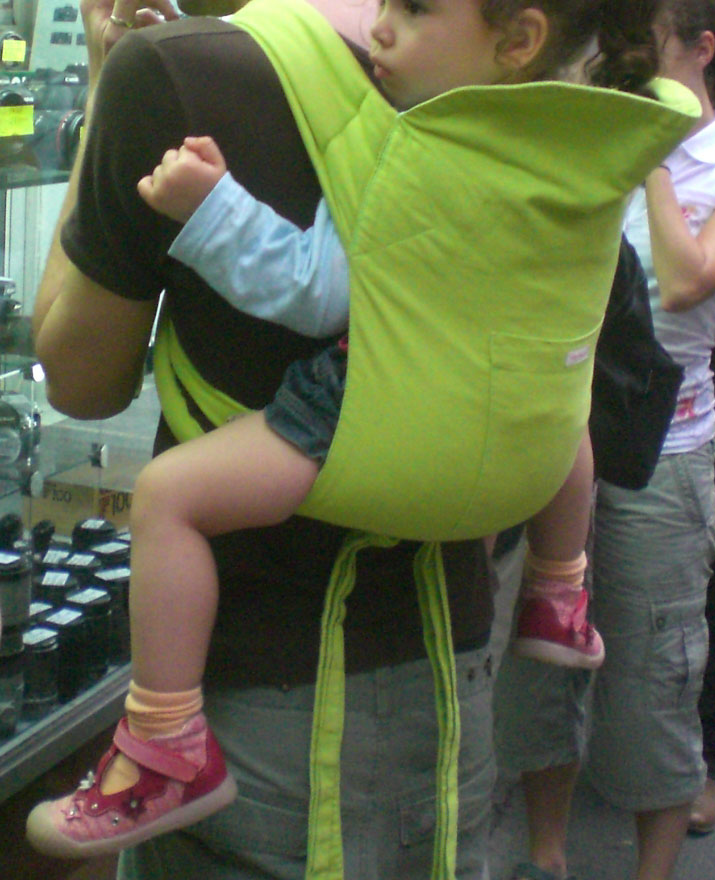
Aus einem Mei Tai entwickelte Tragehilfe

Traditionelle Varianten der Tragetücher in Ostasien sind der Mei Tai (China), das Onbuhimo (Japan) und das Podaeg (Korea). Der Mei Tai besteht aus einem rechteckigen Stück Stoff, an dessen Ecken Bänder angebracht wurden. Dieser Stoff bedeckt – anders als beim Tragetuch – nur den Körper des Kindes. Die tragende Person bindet sich die Bänder als Hüftgurt bzw. Rucksackträger um.
Daraus entwickelten sich in den letzten Jahren eine Vielzahl neuer Tragehilfen. Eine Trageberaterin kennt in der Regel die aktuellen Modelle und kann bei der Auswahl, aber auch beim richtigen Einstellen und Anlegen einer Tragehilfe behilflich sein.
Eine sehr platzsparende Tragehilfe ist der Ringsling. Er bietet für die Haltung des Babys die Vorteile eines klassischen Tragetuchs, da es sich genau am Körper anpasst. Er ist jedoch kleiner und handlicher (ca. 2 m), mit etwas Übung auch extrem schnell an- bzw. ausgezogen. Der Nachteil ist, dass das Gewicht nur auf einer Schulter lastet. Mit einem Ringsling lässt sich ab Geburt tragen, bis die Last für eine Schulter zu schwer wird.
Verschiedene Hersteller bieten auch andere Tragehilfen an, etwa Komforttragen mit Rucksackschließen (auch Fullbuckle genannt) oder Tragehilfen, die den MeiTai weiterentwickeln, indem etwa ein gepolsterter Hüftgurt mit Schließe mit Bändern zum Binden kombiniert werden (auch Halfbuckle genannt). Eine besondere Form dieser Tragehilfen ist der WrapTai (auch Bei Dai genannt), bei dem die Träger zum Binden aus etwa 30 cm breiten Tuch hergestellt werden. Diese WrapTais lassen viele Tragevarianten zu und wachsen lange mit dem Baby mit.
Tragehilfen mit Rucksackschließen können zwar nicht so lange mitwachsen wie Tragetuch oder WrapTai, sie haben aber den Vorteil, dass sie sehr schnell angelegt werden können, auch von ungeübten Verwendern.
Wichtig bei Tragehilfen ist, dass sie sich auf das Baby und den Tragenden gut einstellen lassen. Nicht auf die Größe des Babys einstellbare Tragehilfen können immer nur über einen relativ kurzen Zeitraum optimal genutzt werden. Viele Hersteller bieten inzwischen Tragehilfen an, die mit dem Baby mitwachsen können und so auch sehr gut eingestellt werden können.
Bei einer guten Tragehilfe muss sichergestellt sein, dass der Kopf gestützt wird und das Kind beim Tragen eine gute Anhock-Spreizhaltung einnimmt. Dabei ist wichtig, dass die Oberschenkel möglichst vollständig gestützt sind, die Beine nicht zu stark gespreizt werden, die Wirbelsäule entsprechend dem Alter des Babys gerundet werden kann und kein ungünstiger Druck auf Gelenke ausgeübt wird. Für die Passform einer Tragehilfe gilt, dass die Knie des Kindes höher als dessen Gesäß positioniert sein sollten. Der Sitz sollte von Kniekehle zu Kniekehle reichen, wobei aber ein Fingerbreit Abstand Sinn macht, um ein freies Rotieren der Unterschenkel des Kindes zu ermöglichen. Besonders bei Babys unter 18 Monaten sollte sichergestellt sein, dass der Sitz ideal (von Kniekehle zu Kniekehle) ist. Später gilt: Solange die Knie höher als das Gesäß positioniert sind, ist die Tragehilfe verwendbar. Natürlich kann es sein, dass manche Kinder empfindlich reagieren, wenn der Sitzsteg die Oberschenkel nicht mehr hinreichend stützt, damit wird der Wechsel auf eine größere Tragehilfe nötig.
Neben der Einstellung des Sitzes im Bereich der Beine ist auch wichtig, dass die Tragehilfe den Rücken des Babys gut unterstützt. Die Tragehilfe soll damit verhindern, dass ein Baby darin zusammensacken kann. Dabei sollte bei Babys, die noch nicht robben, krabbeln oder sich selbständig hinsetzen können, kein punktueller Zug oder Druck auf den Rücken ausgeübt werden.
Die Geschichte des Babytragetuchs geht mit der der Babyhängematte einher.

## Stillen im Tragetuch und in der Tragehilfe
Ist das Baby vor dem Bauch oder auf der Hüfte eingebunden, so lässt sich damit auch in der Öffentlichkeit stillen. Das Tragetuch kann auch als Sichtschutz verwendet werden.
Auch in der Tragehilfe kann gestillt werden, indem die Schulterträger gelockert werden und eventuell auch der Hüftgurt leicht abgesenkt wird. Damit wird das Baby in die richtige Position gebracht. Wichtig ist es, nach dem Stillen, die Tragehilfe wieder fest zu ziehen, um weiterhin eine gute Unterstützung des Babys zu gewährleisten.